# Всесвітній день архітектури

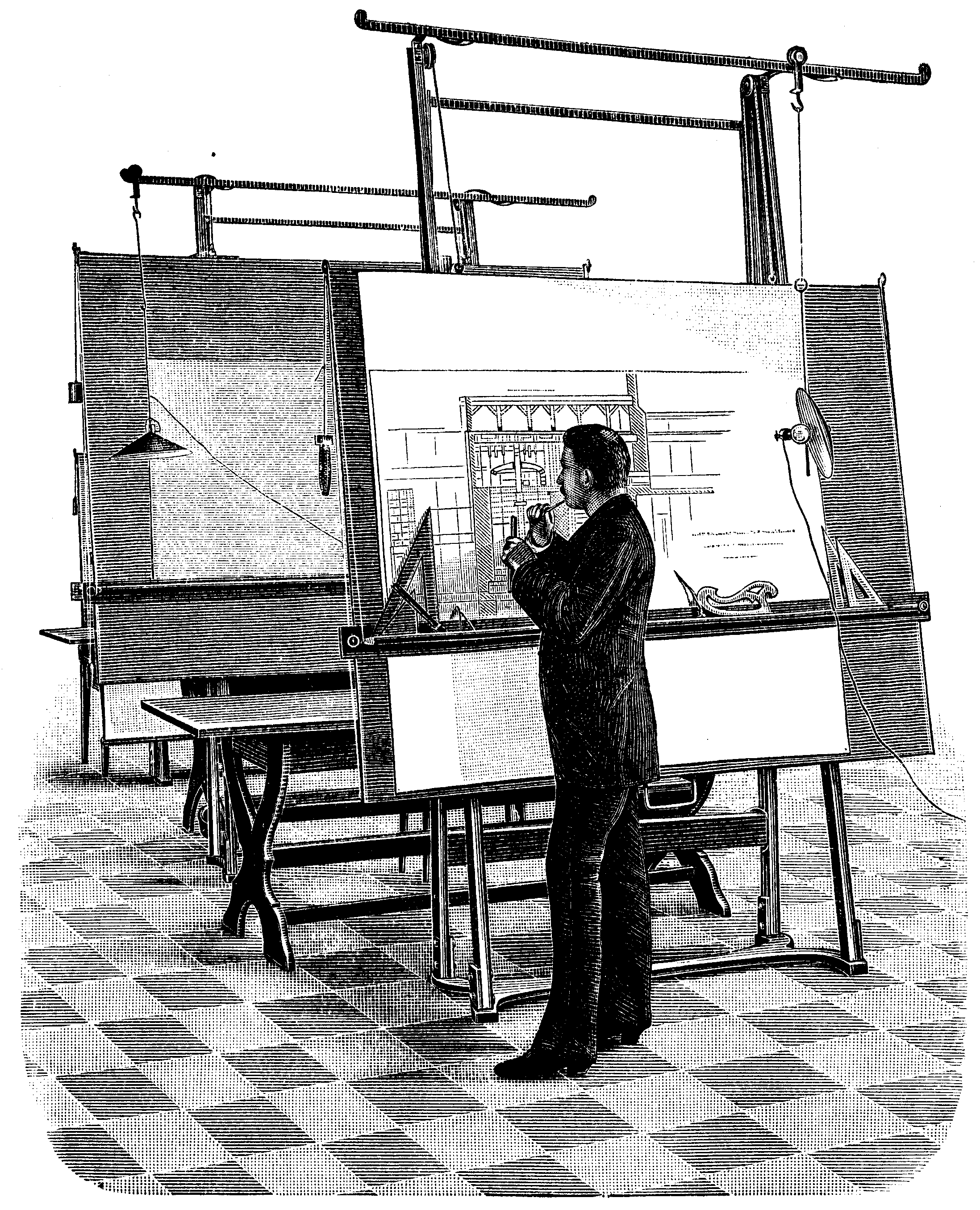
Архітектор (1893)

Всесві́тній день архітекту́ри установлений в 1985 році у перший понеділок жовтня Міжнародним союзом архітекторів, що виник в 1946 році, після Другої світової війни, коли потрібно було піднімати з руїн міста, відновлювати підприємства, відтворювати пам'ятники архітектури.
В Україні в 1995 році встановлено День архітектури України, який відмічається щорічно 1 липня у тогорічний Всесвітній день архітектури. Цього дня проводиться присудження і вручається Державна премія України в галузі архітектури.
З 1996 року Всесвітній День архітектора приурочений до Міжнародного дня житла, який святкується в перший понеділок жовтня. Це рішення ухвалила Міжнародна спілка архітекторів на XX Генеральній асамблеї ООН у Барселоні.